# 邓彪
邓彪（？—93年4月5日），字智伯，南阳新野人，东汉大臣。鄳侯、勃海太守邓邯的儿子。
让侯爵给异母弟邓荆、邓凤。历任桂阳郡太守。永平十七年（74年），入朝为太仆。为后母服丧後，拜奉车都尉，迁大司农。数月後，代鲍昱为太尉。邓彪在位清廉，为百官的楷模。视事四年，以疾病请求退休。元和元年（84年），赐策罢太尉，赠钱三十万。汉和帝即位，以邓彪为太傅，录尚书事，赐爵关内侯。窦氏专权骄纵，邓彪不能有所匡正。
永元五年（93年）春二月甲寅，邓彪去世。

## 延伸阅读
[在维基数据编辑]
 《後漢書/卷44》，出自范晔《後漢書》
 《東觀漢記》

1. ↑  《後漢書·和帝紀》：甲寅，太傅鄧彪薨。